# 28기 유공배 명인전
28기 명인전은 한국일보가 주최하고 한국기원 소속 전문기사로 참가한 국내 기전이다. 도전 5번기 에서는 도전자 조훈현 九단이 명인 이창호 九단을 3:2으로 꺾고 우승을 차지하며 7년만에 명인 탈환하여 타이틀을 획득했다. 

## 대국 결과
| 대진               | 연도   | 대국일자 | 승자        | 패자          | 결과              | 기보 |
| ------------------ | ------ | -------- | ----------- | ------------- | ----------------- | ---- |
| 2차예선 결승       | 1997년 | 2월 6일  | 유창혁 九단 | 백성호 九단   | 169수 흑 불계승   |      |
| 본선 16강전        | 1997년 | 3월 10일 | 윤성현 五단 | 노영하 八단   | 277수 흑 5집반승  |      |
| 본선 16강전        | 1997년 | 3월 18일 | 김만수 二단 | 서능욱 九단   | 269수 백 12집반승 |      |
| 본선 16강전        | 1997년 | 3월 21일 | 목진석 三단 | 김수장 九단   | 84수 백 불계승    |      |
| 본선 16강전        | 1997년 | 3월 28일 | 이성재 三단 | 정대상 七단   | 250수 백 불계승   |      |
| 본선 16강전        | 1997년 | 3월 31일 | 류재형 三단 | 양재호 九단   | 231수 흑 불계승   |      |
| 본선 16강전        | 1997년 | 4월 18일 | 유창혁 三단 | 김승준 五단   | 151수 흑 불계승   |      |
| 본선 16강전        | 1997년 | 4월 30일 | 최명훈 五단 | 김동면 六단   | 241수 백 1집반승  |      |
| 본선 16강전        | 1997년 | 5월 19일 | 조훈현 九단 | 강훈(小) 九단 | 166수 백 불계승   |      |
| 본선 8강전         | 1997년 | 4월 7일  | 류재형 三단 | 윤성현 五단   | 291수 백 반집승   |      |
| 본선 8강전         | 1997년 | 5월 23일 | 최명훈 五단 | 목진석 三단   | 159수 흑 불계승   |      |
| 본선 8강전         | 1997년 | 6월 13일 | 유창혁 九단 | 김만수 二단   | 225수 흑 불계승   |      |
| 본선 8강전         | 1997년 | 6월 23일 | 조훈현 九단 | 이성재 三단   | 261수 흑 불계승   |      |
| 준결승전           | 1997년 | 7월 7일  | 최명훈 五단 | 유창혁 九단   | 314수 흑 반집승   |      |
| 준결승전           | 1997년 | 7월 14일 | 조훈현 九단 | 류재형 三단   | 129수 흑 불계승   |      |
| 도전자결정전 제1국 | 1997년 | 7월 23일 | 조훈현 九단 | 최명훈 五단   | 280수 백 6집반승  |      |
| 도전자결정전 제2국 | 1997년 | 8월 6일  | 조훈현 九단 | 최명훈 五단   | 269수 흑 3집반승  |      |
| 도전자결정전 제3국 | 1997년 | 8월 일   |             |               |                   |      |
| 도전 1국           | 1997년 | 8월 11일 | 이창호 九단 | 조훈현 九단   | 148수 백 불계승   |      |
| 도전 2국           | 1997년 | 8월 20일 | 이창호 九단 | 조훈현 九단   | 171수 흑 불계승   |      |
| 도전 3국           | 1997년 | 9월 5일  | 조훈현 九단 | 이창호 九단   | 231수 흑 불계승   |      |
| 도전 4국           | 1997년 | 9월 12일 | 조훈현 九단 | 이창호 九단   | 154수 백 불계승   |      |
| 도전 5국           | 1997년 | 9월 24일 | 조훈현 九단 | 이창호 九단   | 300수 백 5집반승  |      |